# Mônica Riedel

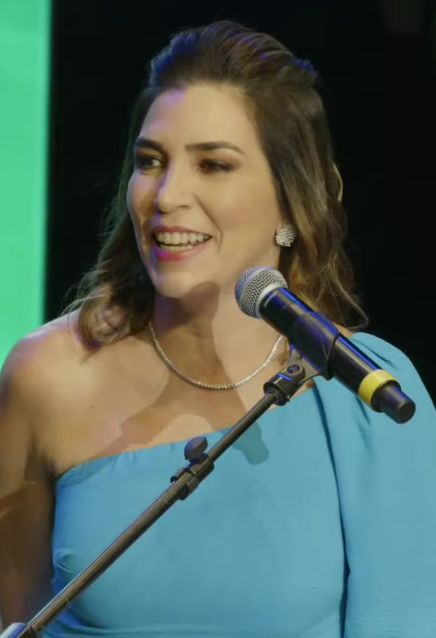

Mônica Morais Dias Riedel, née le 28 de septembre de 1970 à Rio de Janeiro, est l'actuelle première dame du Mato Grosso do Sul depuis le 1er janvier 2023, épouse du gouverneur Eduardo Riedel.
Née le 28 septembre 1970, elle épouse Eduardo Riedel en 1994, avec qui elle a 2 garçons. Après l'annonce de la candidature d'Eduardo Riedel au gouvernement de Mato Grosso do Sul, elle gagne en notoriété au fil de ses apparitions auprès de son mari.
Elle est titulaire d'un diplôme en gestion d'entreprise de la Fundação Getúlio Vargas, qu'elle a obtenu le 6 décembre 2020.[réf. nécessaire]
Le 30 octobre 2022, après l'élection de son mari au poste de gouverneur, elle devient la future première dame du Mato Grosso do Sul,,,.